# تسريب محادثات جماعية للحكومة الأمريكية
تسريب الدردشة الجماعية للحكومة الأمريكية هو فضيحة وجدل حول الأمن القومي بدأ في مارس 2025، عندما زُعم أن كبار المسؤولين في إدارة دونالد ترامب الثانية قد ضموا عن غير قصد جيفري جولدبرج، رئيس تحرير مجلة ذا أتلانتيك الأمريكية، إلى مجموعة مراسلة خاصة حكومية رفيعة المستوى على خدمة سيجنال. استخدم المسؤولون المجموعة لمناقشة العمليات العسكرية السرية الوشيكة ضد الحوثيون في اليمن. أصبح الحادث علنيًا عندما نشر جولدبرج تقريرًا في مجلة ذا أتلانتيك في 24 مارس 2025، موضحًا كيف لاحظ مناقشات تخطيط عسكري حساسة بين كبار مسؤولي إدارة ترامب دون علمهم الواضح بوجوده في الدردشة. أثار الحادث مخاوف كبيرة بشأن ممارسات أمن المعلومات الداخلية ودفع إلى مناقشات حول البروتوكولات المناسبة للتعامل مع معلومات الأمن القومي الحساسة.

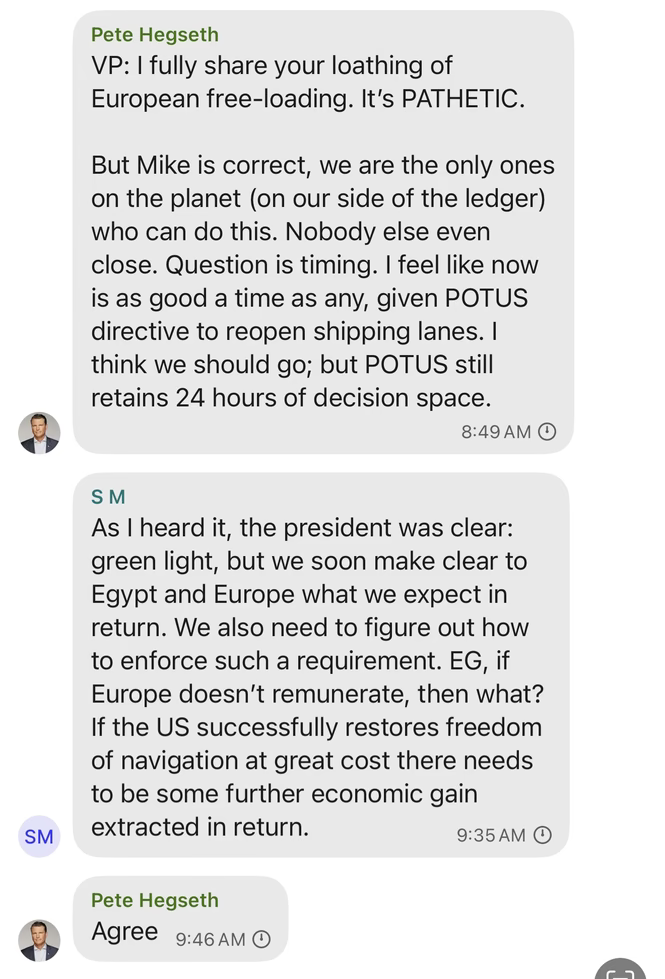

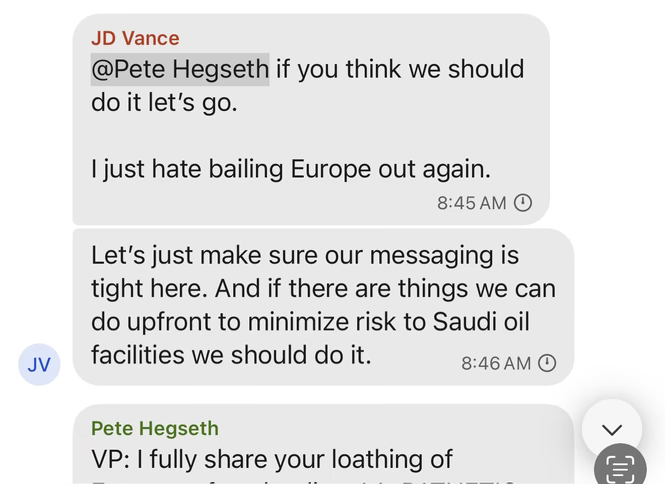

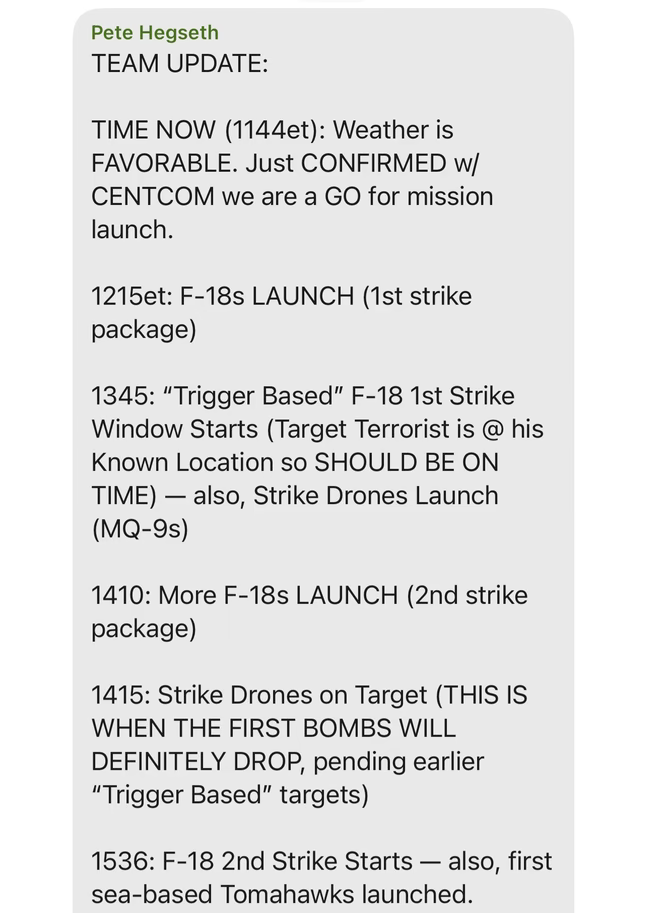

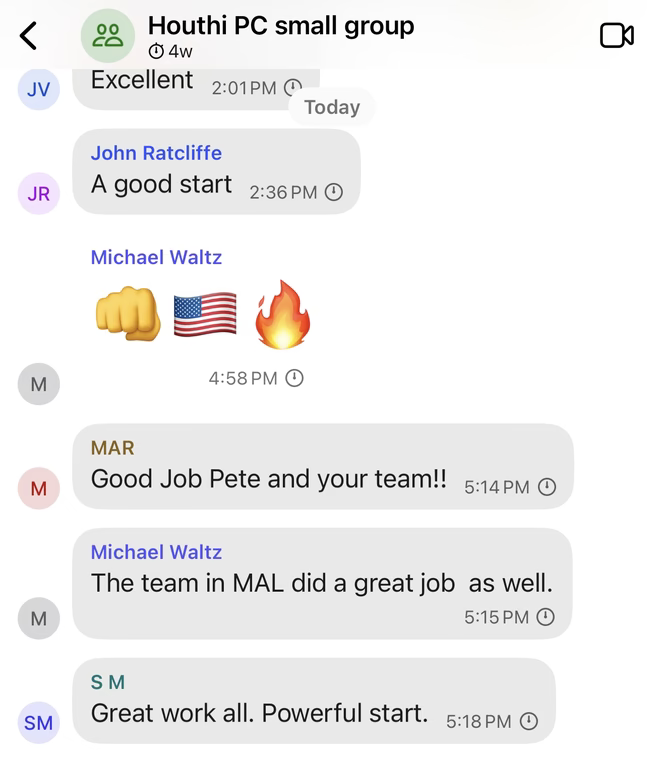
لقطة شاشة من محادثة المجموعة المسربة التي التخطيط ضربات مارس 2025 على اليمن

أصبح محتوى المحادثة علنيًا في 24 مارس، عندما نشر غولدبرغ نصًا منقحًا جزئيًا في مجلة ذا أتلانتيك. وأكد المتحدث باسم مجلس الأمن القومي في البيت الأبيض، برايان هيوز، صحة المحادثة. وبعد أن شكك مسؤولون آخرون في إدارة ترامب في وصف غولدبرغ للأجزاء المحررة بأنها تحتوي على معلومات سرية على الأرجح، نشرت ذا أتلانتيك النص الكامل في 25 مارس.
أثار الحادث مخاوف بشأن ممارسات أمن المعلومات التي يتبعها قادة الأمن القومي، وما هي المعلومات الحساسة الأخرى التي ربما كشفوا عنها، وما إذا كانوا يتبعون قوانين حفظ السجلات، والمساءلة في إدارة ترامب، وأكثر من ذلك.

## خلفية

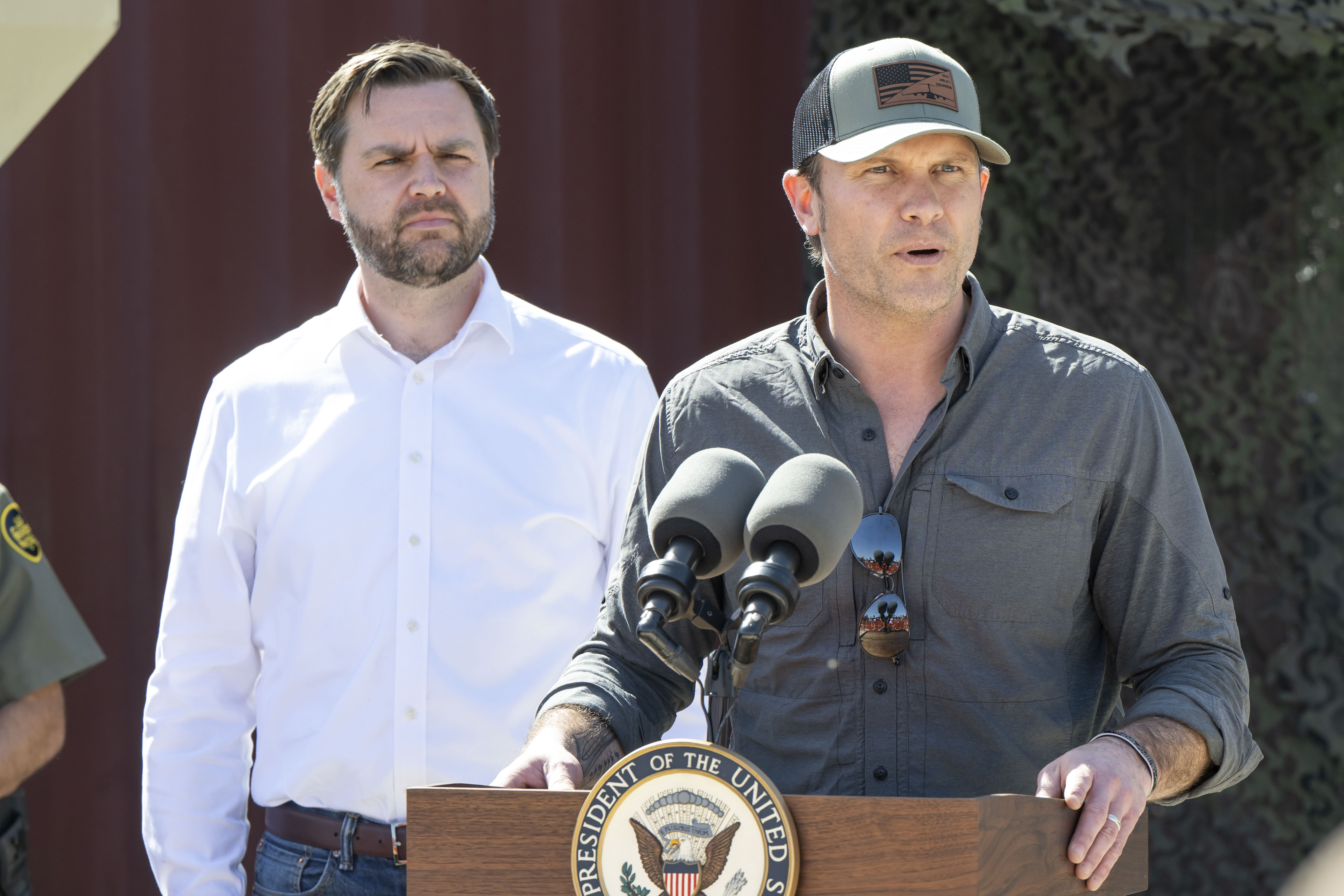
جيه دي فانس وبيت هيجسيث، اثنان من كبار المسؤولين في رئاسة دونالد ترامب الثانية الذين كانوا في الدردشة الجماعية

في أعقاب عملية طوفان الأقصى بقيادة حماس على إسرائيل في 7 أكتوبر/تشرين الأول 2023، والحرب الإسرائيلية اللاحقة في غزة، بدأت جماعة أنصار الله الحوثيين في اليمن بشن هجمات على إسرائيل وسفن الشحن الدولية في البحر الأحمر، بما في ذلك قصف واختطاف وتدمير السفن التجارية. وفي يناير 2024، بدأت الولايات المتحدة والمملكة المتحدة سلسلة من الغارات الجوية على الحوثيين ردًا على ذلك. بعد توليها السلطة في يناير/كانون الثاني 2025، سعت إدارة ترامب إلى تنفيذ رد أكثر حزماً على تعطيل الحوثيين لممرات الشحن الدولية مقارنةً بإدارة بايدن السابقة. بعد تنفيذ وقف إطلاق النار في حرب غزة عام 2025 في 19 يناير، أعلن الحوثيون أنهم سيتوقفون عن مهاجمة السفن العابرة للبحر الأحمر، باستثناء السفن التابعة لإسرائيل. بعد أن منعت إسرائيل المساعدات الإنسانية من دخول غزة، استأنف الحوثيون هجماتهم في 11 مارس. في 15 مارس، شنت الولايات المتحدة سلسلة أخرى من الغارات الجوية على اليمن.
من 11 إلى 15 مارس 2025، استخدمت مجموعة من قادة الأمن القومي للولايات المتحدة خدمات اتصالات غير آمنة وأجهزة شخصية لإجراء محادثة جماعية على خدمة الرسائل Signal حول العمليات العسكرية الوشيكة ضد الحوثيين في اليمن. وكان من بين أعضاء الدردشة نائب الرئيس جيه دي فانس، وكبار موظفي البيت الأبيض، وثلاثة وزراء في مجلس الوزراء، ومديري وكالتين من وكالات مجتمع الاستخبارات. حدث تسريب رفيع المستوى عندما أضاف مستشار الأمن القومي مايكل والتز عن طريق الخطأ جيفري غولدبرج، رئيس تحرير مجلة ذا أتلانتيك الأمريكية، إلى المجموعة. في 15 مارس، استخدم وزير الدفاع بيت هيجسيث الدردشة لمشاركة تفاصيل الضربات الجوية الوشيكة، بما في ذلك أنواع الطائرات والصواريخ، بالإضافة إلى أوقات الإطلاق والهجوم. ذكر مدير وكالة المخابرات المركزية اسم ضابطة سرية نشطة في وكالة المخابرات المركزية في الدردشة، بينما أعرب فانس وهيجسيث عن ازدرائهما للحلفاء الأوروبيين.

### تطبيق سيجنال

كان تطبيق سيجنال، كان محور التسريب، ليس منصة حكومية معتمدة لمشاركة المعلومات السرية.

أفادت التقارير أن تطبيق سيجنال اكتسب شعبية بين المسؤولين الحكوميين وعامة الناس بسبب ميزاته الأمنية القوية، وخاصة في أعقاب خرق الاتصالات الصيني. ووفقًا لموقع بوليتيكو كان يُنظر إلى التطبيق بشكل عام على أنه من بين أكثر خدمات المراسلة أمانًا المتاحة للجمهور. يستخدم التطبيق العديد من تدابير الأمان البارزة، بما في ذلك التشفير من البداية إلى النهاية لجميع الرسائل والمكالمات الصوتية افتراضيًا، وجمع الحد الأدنى من البيانات، ووظيفة الحذف التلقائي التي تسمح للرسائل بالاختفاء بعد فترة زمنية محددة مسبقًا. ومع ذلك، ذكر خبراء الأمن السيبراني مثل مخترق وكالة الأمن القومي الأمريكية السابق (NSA) جاكوب ويليامز أن تطبيق Signal لم يكن معتمدًا أو معتمدًا لمناقشة المعلومات الحكومية السرية. كان هذا بسبب إمكانية قيام عملاء أجانب باختراق الأجهزة الشخصية بغض النظر عن تشفير المنصة، والثغرات الأمنية التي تنطوي عليها عندما يربط المستخدمون حسابات Signal الخاصة بهم بأجهزة الكمبيوتر المكتبية، والتي تخزن البيانات خارج الجيب الآمن للهاتف وقد تعرضه للبرامج الضارة.

### تعليقات سابقة لأعضاء إدارة ترامب
كان أعضاء إدارة ترامب المتورطون في محادثة مجموعة سيجنال، أو الذين قللوا لاحقًا من شأن تسريبها، قد انتقدوا هيلاري كلينتون سابقًا بسبب جدل بريدها الإلكتروني : قال دونالد ترامب في عام 2016 إن كلينتون حاولت "تجاوز أمن الحكومة" و"أرسلت واستقبلت معلومات سرية على خادم غير آمن، مما عرض سلامة الشعب الأمريكي للخطر"؛ قال بيت هيجسيث في عام 2016 إن حلفاء أمريكا "سيشعرون بالقلق من أن قادتنا قد يكشفونهم بسبب إهمالهم الجسيم أو تهورهم في التعامل مع المعلومات"، قال ستيفن ميلر في عام 2022 إن "الخصوم الأجانب يمكنهم بسهولة اختراق العمليات السرية والمعلومات الاستخباراتية في الوقت الفعلي" بسبب استخدام كلينتون لاتصالات "غير آمنة"؛ بينما أدان مايك والتز كيف تمكنت كلينتون من "حذف 33000 رسالة بريد إلكتروني حكومية على خادم خاص".
كما أكد أعضاء آخرون في إدارة ترامب شاركوا في محادثة مجموعة سيجنال سابقًا على ضرورة معاقبة خروقات الأمن بشكل صارم؛ حيث قالت تولسي جابارد في 14 مارس 2025: "أي إصدار غير مصرح به لمعلومات سرية هو انتهاك للقانون وسيتم التعامل معه على هذا النحو"، بينما صرح جون راتكليف في عام 2019: "إن سوء التعامل مع المعلومات السرية لا يزال انتهاكًا لقانون التجسس".

## التسريبات
أنشأ مستشار الأمن القومي الأمريكي مايكل والتز محادثة جماعية على سيجنال، وهو تطبيق مراسلة مشفر، والتي ورد أنها ضمت العديد من كبار المسؤولين الإداريين، بما في ذلك نائب الرئيس جيه دي فانس، ووزير الخارجية ماركو روبيو، ووزير الدفاع بيت هيغسيث، ومدير وكالة المخابرات المركزية جون راتكليف، ومديرة الاستخبارات الوطنية تولسي جابرد (المعروفة باسم "TG")، ووزير الخزانة الأمريكي سكوت بيسنت (المعروف باسم "سكوت ب")، ونائب رئيس موظفي البيت الأبيض المفترض ستيفن ميلر (المعروف باسم "S M")، ورئيسة موظفي البيت الأبيض سوزان وايلز، والمبعوث الخاص للولايات المتحدة إلى الشرق الأوسط ستيف ويتكوف.
كما أكد أعضاء آخرون في إدارة ترامب شاركوا في محادثة مجموعة سيجنال سابقًا على ضرورة معاقبة خروقات الأمن بشكل صارم؛ حيث قالت تولسي جابارد في 14 مارس 2025: "أي إصدار غير مصرح به لمعلومات سرية هو انتهاك للقانون وسيتم التعامل معه على هذا النحو"، بينما صرح جون راتكليف في عام 2019: "إن سوء التعامل مع المعلومات السرية لا يزال انتهاكًا لقانون التجسس ". [ 30 ] [ 31 ] [ 32 ]